# Giovanni Visconti (wielrenner)
Giovanni Visconti (Turijn, 13 januari 1983) is een voormalig Italiaanse wielrenner.
In 2007, 2010 en 2011 werd hij Italiaans kampioen bij de profs.
In 2008 droeg hij acht dagen de roze trui in de Ronde van Italië.
Op 9 augustus 2011 werd bekend dat Visconti vanaf 2012 zal rijden voor het Spaanse Team Movistar. Hij wordt daar meesterknecht van Alejandro Valverde. Eind 2012 kreeg Visconti een schorsing van drie maanden en een boete van 10.000 euro opgelegd wegens contact met levenslang geschorste dopingarts Michele Ferrari. De schorsing ging met terugwerkende kracht in op 8 oktober, waardoor hij geen resultaten kwijtraakte.
Tijdens de Ronde van Italië van 2013 won Visconti twee etappes: de ingekorte bergetappe naar de Galibier en de zeventiende etappe waarin hij ontsnapte op de slotklim en een klein peloton 19 seconden voorbleef.
Op 9 maart 2022 kondigt Visconte aan dat hij per direct zal stoppen met wielrennen, vanwege aanslepende rugproblemen.

## Belangrijkste overwinningen
2003
Italiaans kampioen op de weg, Beloften
Europees kampioen op de weg, Beloften
Trofeo G. Bianchin
2004
2e en 4e etappe Giro delle Regioni
GP van Kranj
Ronde van Vlaanderen U23
GP Ezio del Rosso
2006
Coppa Sabatini
2007
Italiaans kampioen op de weg, Elite
2e etappe deel A Brixia Tour
Coppa Sabatini
2008
3e etappe Ruta del Sol (na schrapping Alessandro Petacchi)
GP Fourmies
2009
1e etappe deel B Internationale Wielerweek (ploegentijdrit)
2e etappe Ronde van Slovenië
Coppa Agostoni
Trofeo Melinda
GP Industria & Commercio di Prato
Eindklassement UCI Europe Tour
Eindklassement Coppa Italia
2010
Classica Sarda
3e en 4e etappe Ronde van Turkije
Eindklassement Ronde van Turkije
1e etappe Ronde van Luxemburg
Italiaans kampioen op de weg, Elite
1e etappe Brixia Tour (ploegentijdrit)
Eindklassement UCI Europe Tour
2011
Gran Premio Dell'Insubria-Lugano
5e etappe Internationale Wielerweek
Italiaans kampioen op de weg, Elite
GP Industria e Commercio Artigianato Carnaghese
4e etappe Wielerweek van Lombardije
Eindklassement UCI Europe Tour
2012
Klasika Primavera
Circuito de Getxo
2013
15e en 17e etappe Ronde van Italië
2015
Bergklassement Ronde van Italië
2016
Klasika Primavera
1e etappe Ronde van Toscane
2017
Ronde van Emilia
2018
2e, 4e en 8e etappe Ronde van Oostenrijk
2019
Bergklassement Internationale Wielerweek
4e etappe Ronde van Slovenië
3e etappe Ronde van Oostenrijk
Ronde van Toscane
Eindklassement Coppa Italia

## Resultaten in voornaamste wedstrijden
| Jaar | Ronde van Italië | Ronde van Frankrijk | Ronde van Spanje |
| ---- | ---------------- | ------------------- | ---------------- |
| 2005 |                  |                     |                  |
| 2006 |                  |                     |                  |
| 2007 | 77e              |                     |                  |
| 2008 | 42e              |                     |                  |
| 2009 | 76e              |                     |                  |
| 2010 |                  |                     |                  |
| 2011 | 49e              |                     |                  |
| 2012 | opgave           |                     |                  |
| 2013 | 35e (2)          |                     |                  |
| 2014 |                  | 37e                 |                  |
| 2015 | 18e              |                     | 19e              |
| 2016 | 13e              |                     |                  |
| 2017 | opgave           |                     | 46e              |
| 2018 | 38e              |                     |                  |
| 2019 |                  |                     |                  |
| 2020 | opgave           |                     |                  |
| 2021 | 95e              |                     |                  |

| Jaar | Milaan-San Remo | Gent-Wevelgem | Ronde van Vlaanderen | Parijs-Roubaix | Amstel Gold Race | Luik-Bast.‑Luik | Ronde van Lombardije | Brabantse Pijl | Waalse Pijl |  | WK op de weg |  | Wereldranglijsten |
| ---- | --------------- | ------------- | -------------------- | -------------- | ---------------- | --------------- | -------------------- | -------------- | ----------- |  | ------------ |  | ----------------- |
| 2005 |                 |               |                      |                |                  |                 | opgave               |                |             |  |              |  |                   |
| 2006 |                 |               |                      |                | opgave           |                 | 67e                  |                |             |  |              |  |                   |
| 2007 | 91e             |               |                      |                | 118e             | opgave          | 9e                   | opgave         | 52e         |  |              |  | 104e (UPT)        |
| 2008 | 56e             |               |                      |                | 64e              | 75e             | 4e                   | 4e             | 48e         |  |              |  |                   |
| 2009 | 30e             |               |                      |                |                  |                 | 69e                  |                |             |  | opgave       |  |                   |
| 2010 | 91e             |               |                      |                |                  |                 | opgave               |                |             |  | 36e          |  |                   |
| 2011 | 82e             |               |                      |                | 114e             |                 | 7e                   |                |             |  | 107e         |  |                   |
| 2012 | 16e             | 10e           |                      |                | 26e              | 65e             | opgave               |                | 55e         |  |              |  | 172e (UWT)        |
| 2013 | 106e            |               | opgave               | uitgesl.       | 61e              | 54e             | 32e                  |                | 50e         |  | 51e          |  | 97e (UWT)         |
| 2014 |                 |               |                      |                |                  |                 | 31e                  |                |             |  | 32e          |  | 116e (UWT)        |
| 2015 | 72e             |               |                      |                | 47e              | 40e             | 65e                  |                | 41e         |  |              |  | 134e (UWT)        |
| 2016 | 45e             |               |                      |                | 8e               | 25e             | 14e                  |                | 49e         |  |              |  | 92e (UWT)         |
| 2017 | 56e             |               |                      |                | 62e              | 72e             | 37e                  |                | 94e         |  |              |  | 131e (UWT)        |
| 2018 |                 |               |                      |                |                  | 97e             |                      |                |             |  |              |  | 140e (UWT)        |
| 2019 | 162e            |               |                      |                |                  |                 | 17e                  | 39e            |             |  | opgave       |  | 76e (UWR)         |
| 2020 | 50e             |               |                      |                |                  |                 | opgave               |                |             |  | 43e          |  |                   |
| 2021 | 150e            |               |                      |                |                  |                 |                      |                |             |  |              |  |                   |

## Ploegen
- 2004 –  De Nardi (stagiair vanaf 1-9)
- 2005 –  Domina Vacanze
- 2006 –  Team Milram
- 2007 –  Quick Step-Innergetic
- 2008 –  Quick Step
- 2009 –  ISD-Neri [a]
- 2010 –  ISD-Neri
- 2011 –  Farnese Vini-Neri Sottoli
- 2012 –  Movistar Team
- 2013 –  Movistar Team
- 2014 –  Movistar Team
- 2015 –  Movistar Team
- 2016 –  Movistar Team
- 2017 –  Bahrain-Merida
- 2018 –  Bahrain-Merida
- 2019 –  Neri-Selle Italia
- 2020 –  Vini Zabù-KTM
- 2021 –  Bardiani-CSF-Faizanè
- 2022 –  Bardiani-CSF-Faizanè (tot 9 maart)

1. ↑  Tot de Ronde van Italië heette de ploeg ISD Cycling Team, maar na het aantrekken van een nieuwe sponsor werd de naam veranderd.